# Bovespa

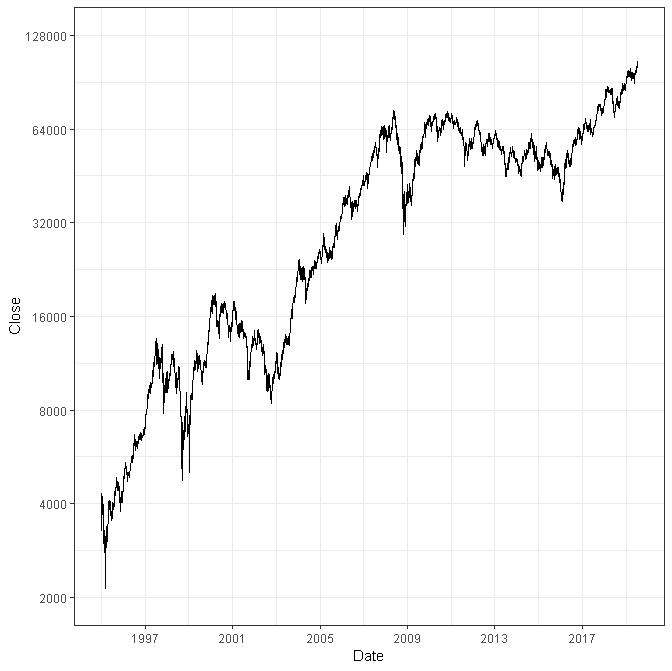
L'indive Ibovespa tra il 1994 ed il 2019

Il Bovespa (acronimo di BOlsa de Valores do Estado de São PAulo), meglio conosciuto come Ibovespa, è l'indice azionario della Borsa di San Paolo. È l'indice di riferimento di circa 100 titoli negoziati nella borsa brasiliana.

## Panoramica
L'indice è composto da un portafoglio teorico di azioni che rappresentano l'80% del volume scambiato negli ultimi 12 mesi e che siano stati scambiati almeno nell'80% dei giorni di negoziazione.
L'indice è rivisto trimestralmente, al fine di mantenere la sua rappresentatività del volume scambiato e in media le componenti dell'Ibovespa rappresentano il 70% di tutto il valore delle azioni scambiate.

## Criteri di inclusione nell'indice
L'Ibovespa è composto dalle azioni che soddisfano i criteri stabiliti dalla borsa di riferimento:
- Dovevano essere state scambiate nella borsa negli ultimi dodici mesi.
- Azioni incluse nel gruppo di azioni i cui indici di negoziabilità aggiunti rappresentano l'80% del valore totale di tutti i singoli indici di negoziabilità.
- La quota di negoziazione dello stock di azioni dovrebbe essere superiore allo 0,1% del flusso azionario totale nella borsa.
- Oltre l'80% delle azioni del titolo deve essere negoziato in borsa.